# سرزمین آلتای

سرزمین آلتایی در نقشهٔ روسیه.

سرزمین آلتایی (به روسی: Алтайский край) یکی از سرزمین‌های روسیه است. مرکز آن شهر بارنائول است.
این شهر زادگاه میخایل کلاشینکف سازنده سلاح کلاشینکف است.